# Mostra de Venise 1994
La Mostra de Venise 1994, 51e édition du festival international du film de Venise (51ª edizione della Mostra internazionale d'arte cinematografica), est un festival cinématographique qui se tient du 1er au 12 septembre 1994 à Venise, en Italie.

## Jury
- David Lynch (président, É.-U.)
- Margherita Buy (Italie), Carlo Verdone (Italie), Gaston Kaboré (Burkina Faso), Olivier Assayas (France), Uma Thurman (É.-U.), Mario Vargas Llosa (Pérou), Nagisa Oshima (Japon), David Stratton (Australie).

À noter que Olivier Assayas et Uma Thurman se retrouveront en 2011 au sein du même jury au Festival de Cannes sous la présidence de Robert De Niro. Tandis que Gaston Kaboré se retrouvera un an plus tard, dans le jury de Jeanne Moreau.

## Compétition
- À la folie de Diane Kurys  France
- Before the Rain (Pred doždot) de Milcho Manchevski  Macédoine
- Il Toro de Carlo Mazzacurati  Italie
- Le Cri du cœur de Idrissa Ouedraogo  Burkina Faso
- Créatures célestes (Heavenly Creatures) de Peter Jackson  Nouvelle-Zélande
- Yangguang Canlan de Rizi de Jiang Wen  Chine
- Lamerica de Gianni Amelio  Italie
- Les Aventures d'Ivan Tchonkine (Život a neobyčejná dobrodružství vojáka Ivana Čonkina) de Jiří Menzel  République tchèque
- Les Cendres du temps de Wong Kar-wai  Hong Kong
- Little Odessa de James Gray  États-Unis
- Magic Hunter (Bűvös vadász) de Ildikó Enyedi  Hongrie
- Tueurs nés (Natural Born Killers) d'Oliver Stone  États-Unis
- Il branco de Marco Risi  Italie
- Pigalle de Karim Dridi  France
- A Shadow You Soon Will Be (Una sombra ya pronto serás) de Héctor Olivera  Argentine
- Somebody to Love de Alexandre Rockwell  États-Unis
- La Lune et le Téton (La teta y la luna) de Bigas Luna  Espagne
- Três Irmãos de Teresa Villaverde  Portugal
- Vive l'amour (Ai qing wan sui) de Tsai Ming-liang  Taïwan

## Palmarès
- Lion d'or pour le meilleur film :
  - Vive l'amour (Ai qing wan sui) de Tsai Ming-liang
  - Before the Rain de Milcho Manchevski
- Grand Prix spécial du jury  : Tueurs nés (Natural Born Killers) d'Oliver Stone
- Lion d'argent pour le meilleur réalisateur (triple ex æquo) :
  - Peter Jackson pour Créatures célestes (Heavenly Creatures)
  - James Gray pour Little Odessa
  - Carlo Mazzacurati pour Il Toro
- Coupe Volpi pour la meilleure interprétation masculine : Yu Xia pour Yangguang Canlan de Rizi de  Jiang Wen
- Coupe Volpi pour la meilleure interprétation féminine : Maria de Medeiros pour Três Irmãos de Teresa Villaverde
- Lion d'or d'honneur : Suso Cecchi D'Amico, Ken Loach et Al Pacino